# Capital humano
Capital humano es un término usado en la teoría económica del crecimiento para designar a un factor de producción dependiente del grado de formación y de la productividad de las personas involucradas en un proceso productivo. 
A partir de ese uso inicialmente técnico, se ha extendido para designar el conjunto de recursos humanos que posee una empresa o institución económica. Igualmente se habla de modo informal de "mejora en el capital humano" cuando aumenta el grado de destreza, experiencia o formación de las personas de dicha institución económica.
Desde la psicología empresarial, el capital humano son las personas que integran una empresa, son quienes mueven y quienes dan valor a la empresa, y que gracias a ellas es posible cumplir con los objetivos establecidos.
En las instituciones educativas se designa al "conjunto de conocimientos, habilidades, destrezas y talentos que posee una persona y la hacen apta para desarrollar actividades específicas".
Esta teoría se sustenta en una doble interpretación y  fundamentación. La primera de carácter economicista: la productividad del trabajador está en función de la educación recibida. La mayor especialización (vía sistema educativo formal), vía trabajo (no formal) aumenta la productividad y se ve compensada por los salarios más altos. La segunda de carácter asignacionista: la educación tiene fundamentalmente funciones de «asignación». 
Las calificaciones escolares proporcionan un criterio de «selección personal» a los empresarios. La educación tiene efectos « no cognitivos»: influye en la actitud y comportamiento de los trabajadores.

## Historia
El crecimiento económico es el aumento de la producción de bienes y servicios. Frecuentemente el crecimiento económico va acompañado de una mejora de las condiciones de vida, por ello muchas políticas económicas persiguen el crecimiento económico. 
El crecimiento económico puede lograrse aumentando la cantidad de factores productivos (trabajo y capital físico), mejorando la calidad de dichos factores y/o aumentando la eficiencia  con la que éstos se combinan en los procesos productivos. Los dos últimos objetivos se refieren al aumento o mejora del capital humano. El concepto de capital humano fue esbozado a mediados del siglo pasado a partir del estudio sociológico realizado por Theodore Schultz y Gary Becker. 
El concepto de capital humano se refiere al valor económico y productivo derivado de la formación y experiencia de los trabajadores. En la teoría económica, se utiliza para estimar el valor productivo y económico de las habilidades profesionales de los empleados. Sin embargo, este concepto ha evolucionado hacia significados más amplios y a veces difusos. Por ejemplo, se puede entender como el conjunto de trabajadores que permiten alcanzar los objetivos de una empresa.
Para más información sobre este concepto, puedes revisar el trabajo de Becker (1993), quien explicó que "El capital humano está formado por las habilidades y conocimientos adquiridos por una persona a través de la educación y la experiencia laboral, y este capital es un determinante clave del éxito económico y personal" (Becker, 1993).
De acuerdo con el trabajo de estos autores y otros estudios posteriores, gran parte del crecimiento económico de las sociedades occidentales podía explicarse si se introducía una variable llamada capital humano, correlacionada con el nivel de formación especializada que tenían los agentes económicos o individuos de una sociedad.
Estos trabajos introdujeron en la política económica la noción de "inversión en capital humano", que supone, en definitiva, una mejora en la calidad del factor trabajo que puede contribuir al crecimiento económico por dos vías diferentes, aunque interrelacionadas:
1. Aumentando la productividad de los factores productivos.
2. Impulsando el progreso técnico y, en consecuencia, mejorar la eficiencia con la que éstos se combinan las personas

La investigación sobre el capital humano empezó con la cuestión de por qué en las sociedades occidentales los obreros tenían una productivdad más alta. La respuesta parecía ser que se debía a las diversas innovaciones tecnológicas que se habían llevado a cabo, pues para estos autores la automatización producida por estas innovaciones tecnológicas en la producción industrial provocarían un aumento de los puestos de trabajo intelectuales en detrimento de los puramente físicos, considerados como los de mayor riesgo para el trabajador.
La teoría del capital humano nació oficialmente como un intento de explicar la parte del crecimiento de la renta o el producto nacionales que no podía atribuirse en los cálculos a los factores tradicionalmente considerados (nuevas tierras cultivadas, nuevo capital fijo y nuevas incorporaciones de mano de obra). La diferencia, se decía, debía provenir de la nueva calidad del trabajo, de su mayor productividad, y ésta debería ser atribuida a nuevas inversiones realizadas en el trabajo mismo: salud, experiencia, migraciones y, sobre todo educación.
Concretamente en el apartado de la educación, el capital humano obtuvo tal importancia dentro de la literatura económica que fue un aspecto de gran interés a estudiar y analizar en distintas conferencias mundiales. 
Por ejemplo algunas de ellas fue en  1990 La Conferencia Mundial Sobre la Educación para Todos  celebradas en Jomtien y Tailandia, y  La Quinta Conferencia Internacional sobre la Educación de los Adultos  llevado a cabo julio de 1997 los días del 14 al 18 de julio en Hamburgo y Alemania. Además de estas conferencias, el capital humano se puede observar en distintos foros, tales como por ejemplo, El Foro Mundial de Educación llevado a cabo en Dakar en el año 2000, en el cual acudieron más de 1000 participantes entre ellos docentes, estudiantes universitarios, ministros y economistas procedentes de distintas partes del mundo.
Existen programas de incentivos en la formación de capital humano que conllevan las transferencias monetarias condicionadas. Este modelo de intervención se aplica en más 17 de países alrededor del mundo. Estos programas producen un impacto positivo en la tasa de matriculación escolar, aunque la evidencia sobre el impacto en los logros educacionales es menos concluyente, ya que en varios casos se obtuvieron resultados negativos. Por último, las TMC pueden mejorar la oferta educacional en áreas desfavorables, por lo que esto no constituye un obstáculo para la efectividad de estos programas.

## CH como factor de producción
La idea de introducir las habilidades humanas en la función de producción es una idea procedente de los trabajos de Uzawa (1965) y Lucas (1988). De acuerdo con sus trabajos la función de producción de una economía podría representarse por una función de Cobb-Douglas:

(1){\displaystyle Y=A\cdot K^{\alpha }H^{1-\alpha }}

Donde:
{\displaystyle Y\,}, es la producción u output total de la economía.
{\displaystyle K\,}, representa la cantidad de capital físico.
{\displaystyle H\,}, representa la cantidad de capital humano (CH).
{\displaystyle 0<\alpha <1\,}, es el porcentaje de participación del capital físico.
Estos dos autores usaron esa función para representar una economía de dos sectores con crecimiento endógeno, en los que la evolución temporal del capital físico y el capital humano variaban mediante las ecuaciones:

(2){\displaystyle {\dot {K}}_{t}=A\cdot K_{t}^{\alpha }H_{t}^{1-\alpha }-C_{t}-\delta _{k}K_{t},\qquad {\dot {H}}_{t}=B\cdot K_{t}^{\eta }H_{t}^{1-\eta }-\delta _{h}H_{t}}

Donde:
{\displaystyle [\ ]_{t}\,}, indica el valor de una magnitud en el instante t.
{\displaystyle C_{t}\,}, es el consumo en el instante t.
{\displaystyle \delta _{k},\delta _{h}\,}, son las tasas de depreciación del capital físico y humano.
Este es un modelo en el que, tal como se sigue de la segunda de las ecuaciones (2), el capital humano se acumula tanto más rápido cuanto más capital físico exista. Esto se debe a que Lucas y Uzawa presupusieron que formar capital humano (conocimientos y mano de obra más cualificada) se forma tanto más favorablemente cuanto más capital físico exista, para hacer posible ese proceso. Siempre y cuando el primer término supere a la "depreciación" u obsolescencia del capital humano, representado por el segundo término, el capital humano aumentará.

## Ecuaciones de Mincer

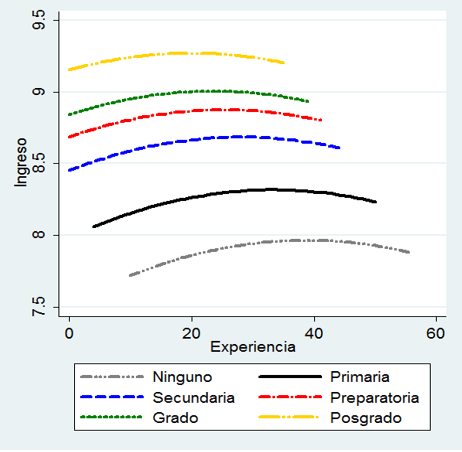
Nivel de ingresos según título académico en México.

En 1974 el economista Jacob Mincer logró explicar las diferencias salariales como una consecuencia de las  asimetrías en la dotación de capital humano de los trabajadores. Para ello formuló una función de ingresos donde el logaritmo natural del salario se explica por medio de los años de capacitación teórica (escolaridad), años de capacitación práctica (experiencia laboral) y el cuadrado de la experiencia laboral de los trabajadores.

(3){\displaystyle ln(w)=\beta _{0}+\beta _{1}Edu_{t}+\beta _{2}Exp_{t}+\beta _{3}Exp_{t}^{2}}

Donde:
{\displaystyle ln(w)\,}, es el logaritmo natural del salario.
{\displaystyle Edu_{t}\,}, representa los años de escolaridad
{\displaystyle Exp_{t}\,}, representa los años de experiencia laboral potencial.
{\displaystyle Exp_{t}^{2}\,}, representa el cuadrado de los años de experiencia laboral potencial.
La función de ingresos de Mincer ha sido ampliamente examinada utilizando diversas bases de datos y contextos, por este motivo el economista Thomas Lemieux afirma que esta "es uno de los modelos más utilizados en la economía empírica", mientras que Alberto Castillo Aroca sostiene que gracias a la ecuación minceriana "se crearon las condiciones para la proliferación de investigaciones empíricas sobre la rentabilidad del capital humano".

## Depreciación del capital humano
En 1982 los economistas Jacob Mincer y Haim Ofek descubrieron que el capital humano, al igual que el capital físico (maquinaria), presenta una tasa de depreciación a nivel individual debido a su desgaste y la obsolescencia que se produce como consecuencia del progreso técnico. Este hallazgo fue confirmado por Shoshana Neuman y Avi Weiss en 1995, quienes utilizaron una variante de la ecuación minceriana, adicionando la interacción entre la escolaridad y la experiencia. Dicha variable permite captar el efecto del tiempo sobre cada nivel educativo, lo cual es interpretado como depreciación de la escolaridad.
A continuación se presenta la función de Neuman & Weiss:

(3){\displaystyle ln(w)=\beta _{0}+\beta _{1}Edu_{t}+\delta _{1}(Edu_{t}*Exp_{t})+\beta _{2}Exp_{t}+\delta _{2}Exp_{t}^{2}}

Donde:
{\displaystyle ln(w)\,}, es el logaritmo natural del salario.
{\displaystyle Edu_{t}\,}, representa los años de escolaridad
{\displaystyle Exp_{t}\,}, representa los años de experiencia laboral potencial.
{\displaystyle Edu_{t}*Exp_{t}\,}, representa el efecto parcial del tiempo sobre cada nivel educativo.
{\displaystyle Exp_{t}^{2}\,}, representa el cuadrado de los años de experiencia laboral potencial.
{\displaystyle \beta _{1}}, representan la tasa de retorno a la educación
{\displaystyle \beta _{2}}, representa la tasa de depreciación de la experiencia.
{\displaystyle \delta _{1}}, representan la tasa de depreciación de la educación
{\displaystyle \delta _{2}}, representa la tasa de depreciación de la experiencia.
Según Alberto Castillo Aroca, la depreciación del capital humano se puede explicar debido a que:

“las capacidades desarrolladas en un momento {\displaystyle t\,} son susceptibles a perder valor en un momento {\displaystyle t+1\,} debido al avance de la tecnología, la forma de realizar los trabajos y las tendencias del mercado, lo cual se conoce como depreciación externa y depende de la cualificación del trabajador, su capacidad de adaptación, edad y sector económico. En la misma línea, se evidencia que los empleados experimentan una productividad decreciente debido al desgaste físico que supone el envejecimiento, lo cual se denomina depreciación interna. Alberto Castillo Aroca”

## CH en el uso informal
Modernamente se registran usos informales de la expresión "capital humano" diferentes de los términos más o menos técnicos introducidos por los economistas. En esos usos informales la expresión se refiere simplemente a "conjunto de personas cualificadas" y no a un valor cuantificable asociado a dicho conjunto de personas.

## Medida del capital humano

### Índice de capital humano del Foro de Davos
Desde 2012 el Foro Económico Mundial (también conocido como el Foro de Davos) publica anualmente su Informe sobre el capital humano mundial, The Global Human Capital Report 20nn (siendo nn las dos últimas cifras del año al que se refiere). Este informe contiene el Índice mundial de capital humano (diferente del índice del Banco Mundial que se explica a continuación), designado por las siglas GHCI (Global Human Capital Index). El GHCI valora de 0 a 100 a más de un centenar de países (la mayoría de los que existen en el mundo, pero no todos) según la calidad de sus inversiones pasadas y presentes en capital humano. En el GHCI 2016 aparecía en primer lugar Finlandia, con 85,86, y en último lugar, Mauritania, con 42,33.

### Índice de capital humano del Banco Mundial
En octubre de 2018 el Banco Mundial publicó su Índice de capital humano (HCI por las siglas de Human Capital Index) como una medida de qué potencial de la población de los países del mundo es aprovechado para su desarrollo. Este índice ordena a los países de mayor a menor inversión en educación y salud para la infancia y los jóvenes. La diferencia con 1 de la cifra calculada para cada país, indica lo que ese país podría ganar de producto interior bruto PIB si su educación y salud fueran óptimas. Por ejemplo, Austria, con un HCI de 0,79, podría ganar hasta un 21 % de PIB. El Informe sobre el desarrollo mundial 2019 (año fiscal, que comienza el 1 de julio de 2018) del Banco Mundial sobre «La naturaleza cambiante del trabajo» muestra por primera vez este índice y explica su importancia dado el impacto de la tecnología en el mercado laboral y el futuro del trabajo
Los 50 países que más alto puntúan en el HCI
1. Singapur 0,88
2. Corea del Sur 0,84
3. Japón 0,84
4. Hong Kong, región administrativa especial de China 0,82
5. Finlandia 0,81
6. Irlanda 0,81
7. Australia 0,80
8. Suecia 0,80
9. Países Bajos 0,80
10. Canadá 0,80
11. Alemania 0,79
12. Austria 0,79
13. Eslovenia 0,79
14. República Checa 0,78
15. Reino Unido 0,78
16. Portugal 0,78
17. Dinamarca 0,77
18. Noruega 0,77
19. Italia 0,77
20. Suiza 0,77
21. Nueva Zelanda 0,77
22. Francia 0,76
23. Israel 0,76
24. Estados Unidos 0,76
25. Macao, región administrativa especial de China 0,76
26. Bélgica 0,76
27. Serbia 0,76
28. Chipre 0,75
29. Estonia 0,75
30. Polonia 0,75
31. Kazajistán 0,75
32. España 0,74
33. Islandia 0,74
34. Rusia 0,73
35. Letonia 0,72
36. Croacia 0,72
37. Lituania 0,71
38. Hungría 0,70
39. Malta 0,70
40. Eslovaquia 0,69
41. Luxemburgo 0,69
42. Grecia 0,68
43. Seychelles 0,68
44. Bulgaria 0,68
45. Chile 0,67
46. China 0,67
47. Baréin 0,67
48. Vietnam 0,67
49. Emiratos Árabes Unidos 0,66
50. Ucrania 0,65

### Otros métodos
La revista médica The Lancet publicó en septiembre de 2018 una nueva medida: el capital humano esperado (expected human capital). Se define como los años de esperanza de vida entre los 20 y los 64 años,  ajustados por nivel educativo alcanzado, calidad del aprendizaje y estado de salud. Se calculó para 195 países desde 1990 hasta 2016. Finlandia tenía el mayor nivel de capital humano esperado: 28,4 años ajustados por salud, educación y aprendizaje entre las edades de 20 y 64 años. Níger tenía el menor, con menos de 1,6 años.